# 幼年国語教育会
幼年国語教育会（ようねんこくごきょういくかい）とは、教育学者・石井勲博士が提唱した“幼児からの正しい言葉の教育”に賛同する幼稚園・保育園・認定こども園・学校、学識経験者などによって発足し組織されている団体である。
機関紙『幼年国語教育会だより』の発行、各種研修会の開催、イベント「幼児からの『音読コンクール』」や「漢字かるた大会」の開催など、さまざまな活動を行っている。

## 概要

### 設立
1968年（昭和43年）4月、石井勲が提唱した漢字教育法（石井方式）を広く発信する組織として「幼年国語教育会」が設立。初代会長に井上文克（大阪市・小路幼稚園 園長）が就任。会は石井方式を実践する園の情報交換、研修会開催企画、教材作りの場となった。

### 普及
同年4月、大阪の8か園で石井方式の実践がスタート。「漢字を教える」のではなく、「漢字で教える」ことにより、子供たちの集中力を引き出す教育は、保護者のみならず世間からも注目を浴び、理解を得られることとなった一方、保守的な幼児教育界では「まだ仮名も知らない幼児に漢字を教えるとは何事か」という非難の声も上がった。しかし、数多くの有識者の支援・協力により、大きく普及していくこととなった。

### 現在
会長
- 清水良明

名誉会員　
- 阿辻哲次（京都大学名誉教授）
- 石川真理子（作家）
- 占部賢志（中村学園大学教授）
- 大畑誠也（元 九州ルーテル学院大学客員教授）
- 小笠原敬承斎（小笠原流礼法宗家）
- 鍵山秀三郎（日本を美しくする会相談役）
- 隂山英男（教育クリエイター・隂山ラボ代表）
- 久保田競（京都大学名誉教授）
- 鈴木秀子（文学博士）

- 髙橋史朗（麗澤大学大学院特任教授）
- 田下昌明（医療法人歓生会豊岡中央病院会長）
- 土田健次郎（早稲田大学教授）
- 中村功（日本ハウスHD創業者）
- 野口芳宏（植草学園大学名誉教授）
- 長谷川芳典（岡山大学特命教授）

（五十音順）

## 活動内容
- 研修会（年数回）
- 園関係者を対象とした研修を様々な形で開催
- 幼児からの『音読コンクール』（毎年秋頃）
- 個人の部では、小学3年生以下を対象に課題図書（作品）を音読し応募
- 団体の部では、年少未満から年長を対象に課題図書（作品）をクラス単位または学年単位で音読し応募
- 全国漢字かるた大会（毎年冬頃）
- 幼児から大人まで、指定のかるたを使用し、かるた取りを開催